# Mitsuo Katō
Mitsuo Katō (加藤 光雄?, Katō Mitsuo; 22 gennaio 1953) è un ex calciatore giapponese, di ruolo centrocampista.

## Statistiche

### Presenze e reti nei club
| Stagione | Squadra       | Campionato | Campionato | Campionato |
| Stagione | Squadra       | Comp       | Pres       | Reti       |
| -------- | ------------- | ---------- | ---------- | ---------- |
| 1976     | Mitsubishi HI | JSL1       | 0          | 0          |
| 1977     | Mitsubishi HI | JSL1       | 18         | 4          |
| 1978     | Mitsubishi HI | JSL1       | 17         | 3          |
| 1979     | Mitsubishi HI | JSL1       | 9          | 0          |
| 1980     | Mitsubishi HI | JSL1       | 8          | 0          |
| 1981     | Mitsubishi HI | JSL1       | 4          | 0          |
| 1982     | Mitsubishi HI | JSL1       | 5          | 0          |
| 1983     | Mitsubishi HI | JSL1       | 7          | 0          |
|          | Totale        |            | 68         | 7          |